# 拉乌尔·戈
拉乌尔·戈（法語：Raoul Got，1900年10月11日—1955年11月20日），法国男子橄榄球运动员。他曾代表法国参加1924年夏季奥林匹克运动会橄榄球比赛，获得一枚银牌。